# Ultramontanisme
 (3 avril 2018).
Ne doit pas être confondu avec Montanisme.
L'« ultramontanisme », ou « mouvement vers Rome » est un courant qui, au sein de l'Église catholique, affirme la primauté spirituelle et juridictionnelle du pape sur le pouvoir politique et donc la subordination de l'autorité civile à l'autorité ecclésiastique.

## Étymologie
Apparu pour la première fois en 1690, le terme (ainsi que l'adjectif italien ultramontano) est un emprunt au latin médiéval ultramontanus — du latin ultra et mons, montis, « la montagne » —, signifiant « qui est au-delà des monts », donc « de l'autre côté des Alpes », c'est-à-dire en Italie, plus précisément à Rome.
L'invention du terme d'ultramontanisme dans son acception catholique revient à un gallican étatiste convaincu, René-Louis d'Argenson, qui l'utilise dans son Journal en 1756. Dès le XVIIIe siècle, le terme — connoté péjorativement dans les débats qui opposent les canonistes gallicans ou joséphinistes aux canonistes proches de la Papauté — qualifie les juristes qui confèrent une valeur absolue aux décisions de la curie romaine. Cette connotation devient surtout polémique au XIXe en faisant référence à un système despotique opposé à la république chrétienne, si bien que des historiens des religions comme Philippe Boutry tendent à préférer le terme d'« intransigeance ».

## Contexte historique

### Origine
Née au XVIe siècle chez les catholiques français de la Ligue pendant les guerres de Religion, cette orientation est reparue au cours du XVIIe siècle face aux alliances non catholiques de Louis XIV. Au XVIIIe, l'ultramontanisme, soutenu principalement par les jésuites, entre en conflit avec le jansénisme parlementaire et gallican.
Apparu dès le début du XVIIIe siècle, il défend la juridiction universelle du Pape et le développement de son influence à travers un renforcement du pouvoir pontifical. La doctrine des ultramontains repose essentiellement sur deux principes, l'infaillibilité pontificale et la suprématie du spirituel sur le temporel.

### Développement auXIXesiècle
C'est une orientation principalement française qui s'oppose alors au gallicanisme qui, lui, prône le développement d'une Église nationale. Au XIXe siècle, l'ultramontanisme s'oppose aux idées issues des bouleversements politiques et technologiques de la Révolution française et industrielle. Dans ces temps d'émergence des mouvements nationaux, des réactions ultramontaines apparaissent également en Allemagne, en Belgique, en Suisse et au Canada.
- Le cadre historique dans lequel se développe l'ultramontanisme au XIXe siècle est celui de la Restauration en France, c'est-à-dire d'un courant politique qui, à partir de Charles X, tend à prendre le contrepied de la Révolution française. Ses principaux penseurs sont Joseph de Maistre[9], Félicité de Lamennais[9] et Antoine Blanc de Saint-Bonnet[réf. souhaitée].
- Les changements économiques et politiques caractéristiques de la révolution industrielle s'accentuent au point que le noyau de la modernité semble devenir la technologie. Le catholicisme éprouve des difficultés à trouver ses marques dans ce contexte.

En même temps la lecture et l'écriture connaissent une grande expansion dans toutes les classes de la société, suscitant bien des remises en cause nouées dans un désir d'émancipation de l'individu.
Dès les années 1850, l’Europe et les États-Unis sont touchés par la révolution intellectuelle : on se retrouve en pleine effervescence sur le plan de l’alphabétisation. Au XVIIIe siècle un public de lecteur s'est formé et c'est la raison même pour laquelle on crée une censure des œuvres. L'école primaire obligatoire et gratuite est dans la constitution dès 1848 et la population alphabétisée passe de 30 % en 1830 à 90 % en 1850. En France, la situation s'améliore doucement avec une brusque accélération entre 1865 et 1900. Il en résulte que l'école sera le point focal du conflit entre les deux Frances.

## Opposition idéologique au gallicanisme
Les ultramontains s'opposent, en France, aux gallicans. Le clivage est d'abord ecclésiologique. Le gallicanisme prône l'existence d'une Église de France relativement indépendante du Saint-Siège et autonome au sujet des nominations d'évêques. Le gallicanisme ayant été porté à son paroxysme avec la Constitution civile du clergé de 1790, le retour à la monarchie avec la Restauration en 1814 a discrédité cet important courant ecclésiologique français.
Les idées ultramontaines s'imposent lentement grâce à l'action de nombreux apologistes, au premier rang desquels Lamennais, Montalembert, Blanc de Saint-Bonnet, Lacordaire, et d'évêques, en particulier Mgr Gousset et Mgr Pie. Les thèses romaines sont popularisées grâce au journal L'Univers de Louis Veuillot (à partir de 1840). Et le cercle de Mayence (ou cercle alsacien) d'André Raess contribue à répandre ces idées en Allemagne.
L'ultramontanisme, au départ mal vu par le clergé français, prospère face à la succession de déceptions vécues par les catholiques français après la monarchie de Juillet en 1830. Ne se sentant plus soutenus par un pouvoir d'essence catholique comme l'étaient la monarchie d'Ancien Régime et la Restauration, les catholiques se tournent vers le pape comme seul guide possible. Le concile Vatican I parachève cette évolution en 1870 : il consacre la primauté absolue du pape (celui-ci a autorité sur tous les autres évêques, les décisions d'un concile ne lui sont pas supérieures) et affirme l'infaillibilité pontificale quand le pape, en matière de foi ou de morale, prononce, en vertu de sa charge, solennellement et ex cathedra, qu'« une doctrine doit être tenue par toute l'Église ». L'installation de la Troisième République en 1871 enracine définitivement l'ultramontanisme parmi les catholiques français, en grande partie hostiles à ce régime dont les lois d'inspiration anticléricales des années 1880-1905 semblent leur montrer que le clergé n'a plus rien à attendre de favorable, et ce jusqu'au compromis de 1905 conduisant au vote de la loi de séparation de l'Église et de l'État.
Cette ecclésiologie a été aussi facilitée par le développement des communications (le chemin de fer qui rend le pèlerinage à Rome plus facile, la presse, etc.), et l'expansion géographique du catholicisme (missions). La perte de sa souveraineté temporelle en 1870 élargit l'audience religieuse du pape.

## L'expression d'une piété
Le ralliement du clergé aux thèses romaines exprime aussi une volonté d'unité autour de Rome, le siège apostolique. D'où l'adoption de la liturgie romaine dans tous les diocèses français et l'adoption d'une théologie morale romaine (celle d'Alphonse de Liguori). En philosophie, le pape Léon XIII privilégie le néothomisme. Les vecteurs de cette unité sont les congrégations romaines (congrégation de l'Index), les ordres religieux masculins qui se reconstituent (bénédictins, dominicains, assomptionnistes…), les séminaires nationaux fondés à Rome. Le pape, « vicaire de Jésus-Christ », devient lui-même un objet de dévotion.
L'ultramontanisme reflète aussi une piété particulière : dévotion mariale (proclamation du dogme de l'Immaculée Conception par Pie IX en 1854) et dévotion eucharistique (la fête du Sacré-Cœur de Jésus élevée au rang de fête universelle en 1856, adoration perpétuelle, Quarante-Heures, communion fréquente…)[réf. nécessaire] relayées par de nombreuses confréries et associations pieuses, culte des saints, culte des reliques — importées de Rome…
Aujourd'hui, le terme ultramontanisme n'est plus guère utilisé puisque son contraire, le gallicanisme, a presque entièrement disparu.

### Chefs ultramontains du Canada
- Mgr Ignace Bourget (1799-1885) ;
- Mgr Louis-François Richer Laflèche (1818-1898) ;
- Mgr Georges-Alexandre Courchesne (1880-1950).

### Personnalités françaises
- Camille de Soyécourt : intervient dans le conflit entre Napoléon et l'Église catholique[13].
- Le philosophe Joseph de Maistre
- Le journaliste et homme de lettres Louis Veuillot
- Le cardinal Louis-Édouard Pie
- Le philosophe Antoine Blanc de Saint-Bonnet